# Kīhei
Kīhei (deutsch meist Kihei) ist ein Badeort an der Südwestküste der Insel Maui im US-Bundesstaat Hawaii. Er ist mit 21.423 Einwohnern die zweitgrößte Stadt der Insel.

## Geschichte
Der Ort wurde ursprünglich „Kamaʻole“ genannt, hawaiisch wörtlich 'kinderlos', im Sinne von unfruchtbar, und bezog sich auf das trockene Land, welches weniger als 330 mm Niederschlag im Jahr erhielt. 1890 wurde an der Māʻalaea Bay ein 65 m langer Landungssteg errichtet, an dem Frachtdampfer anlegten, bis er 1915 versandete. In den 1930er Jahren waren Versuche fehlgeschlagen, Ananas anzubauen. Die einzige dort gedeihende Pflanze war der Kiawe-Baum (Prosopis pallida). Damals zählte der Ort nur 350 Einwohner. Farmland wurde für nur 225 US-Dollar pro Acre (4047 m²) angeboten, Bauland für 55 cents pro m². 1940 versteigerte die Regierung ½-acre Baugrundstücke am Strand für 300 US-Dollar. Von elf Parzellen konnten jedoch nur sechs verkauft werden. Erst nachdem in den 1950er Jahren Wasser aus Zentral- und Westmaui nach Kihei geleitet wurde, erfuhr der Ort einen wirtschaftlichen Aufschwung.
1970 entwickelten der Maui County den Kihei Civic Development Plan, um die dünn besiedelte, landwirtschaftlich geprägte Kihei-Region für den Tourismus zu erschließen. Er zielte auf die ausgedehnten weißen Sandstrände, spektakulären Aussichten und das sonnige, milde Klima des Ortes. Die großen freien Flächen boten ideale Entwicklungsmöglichkeiten. Zu diesem Zeitpunkt gab es im Ort erst ein Hotel, das Maui Lu mit 100 Besuchereinheiten. Obwohl es keine einwohnergetriebene Nachfrage gab, setzte der Plan eine massive Immobilienspekulation in Gang und führte zu einem Massenaufkauf des Baulandes und den Beginn des Immobilienbooms auf Maui. Bis 2005 hatte sich die Einwohnerzahl auf rund 20.000 erhöht und die tägliche Anzahl der Besucher erreichte ebenfalls 20.000.

## Bevölkerungsentwicklung
| Jahr | Einwohner |
| ---- | --------- |
| 1970 | 1636      |
| 1980 | 7263      |
| 1990 | 15.365    |
| 2000 | 19.843    |
| 2010 | 20.884    |
| 2020 | 21.423    |

## Demographie
Der US Census 2020 ergab 21.423 Einwohner, die sich zusammensetzten aus folgenden Ethnizitäten: 48,3 % Weiße, 23,5 % Asiaten, 21,1 % gemischtrassig, 11,1 % Hispanics, 4,3 % Hawaiianer und andere pazifische Einwohner sowie 0,9 % Schwarze. Das mittlere Jahreshaushaltseinkommen betrug 78.869 US-Dollar.

## Wissenschaft
Im Ort sind der Maui Research & Technology Park und das Maui Research and Technology Center angesiedelt, in dem u. a. das Maui High Performance Computing Center Forschungen für das US-Verteidigungsministeriums durchführt.

## Galerie

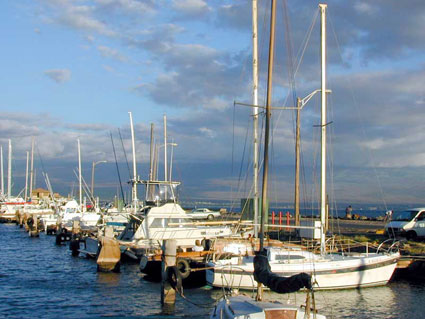
Hafen in Māʻalaea in der Nähe von Kīhei
Strand bei Kīhei
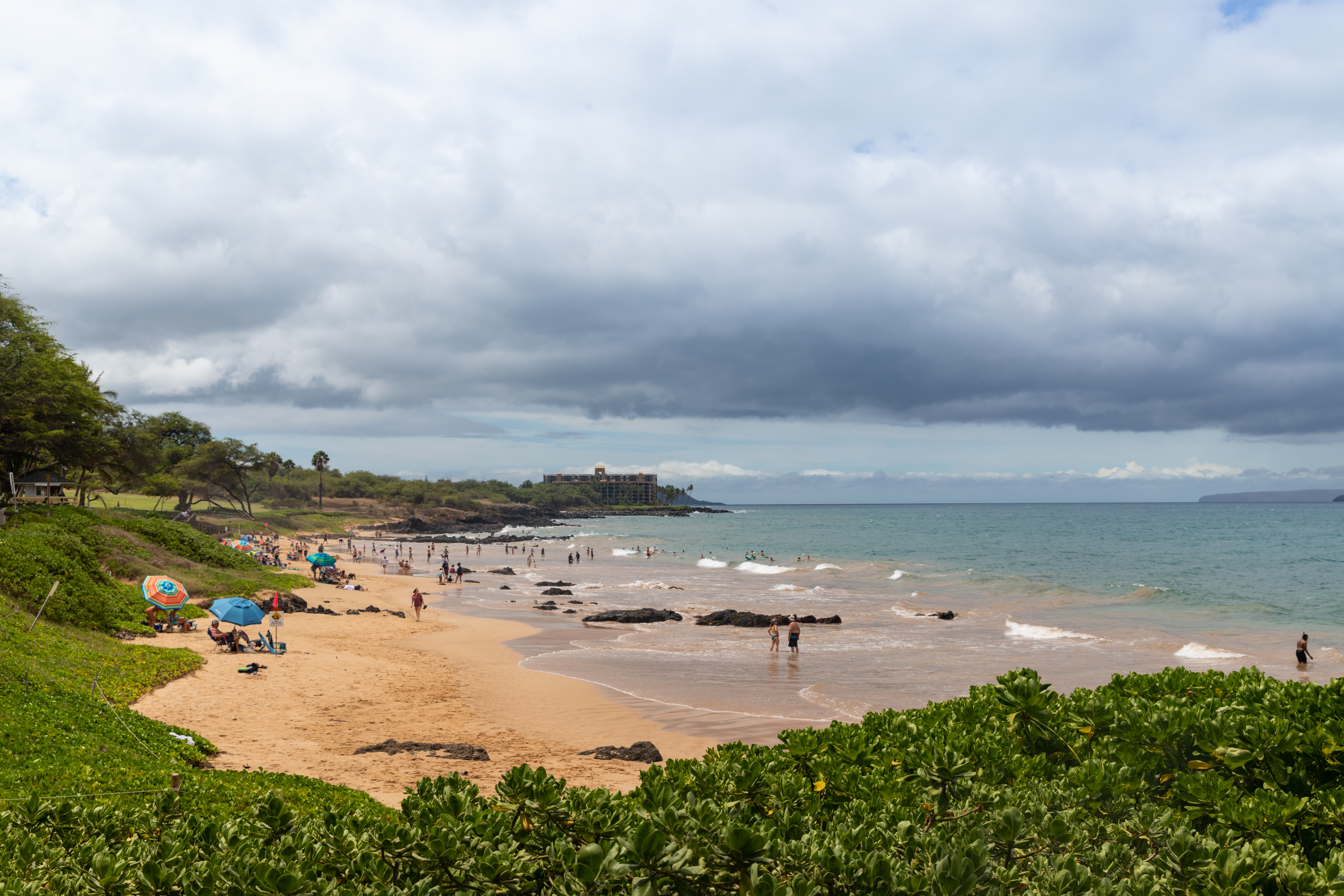
Kamaole Beach
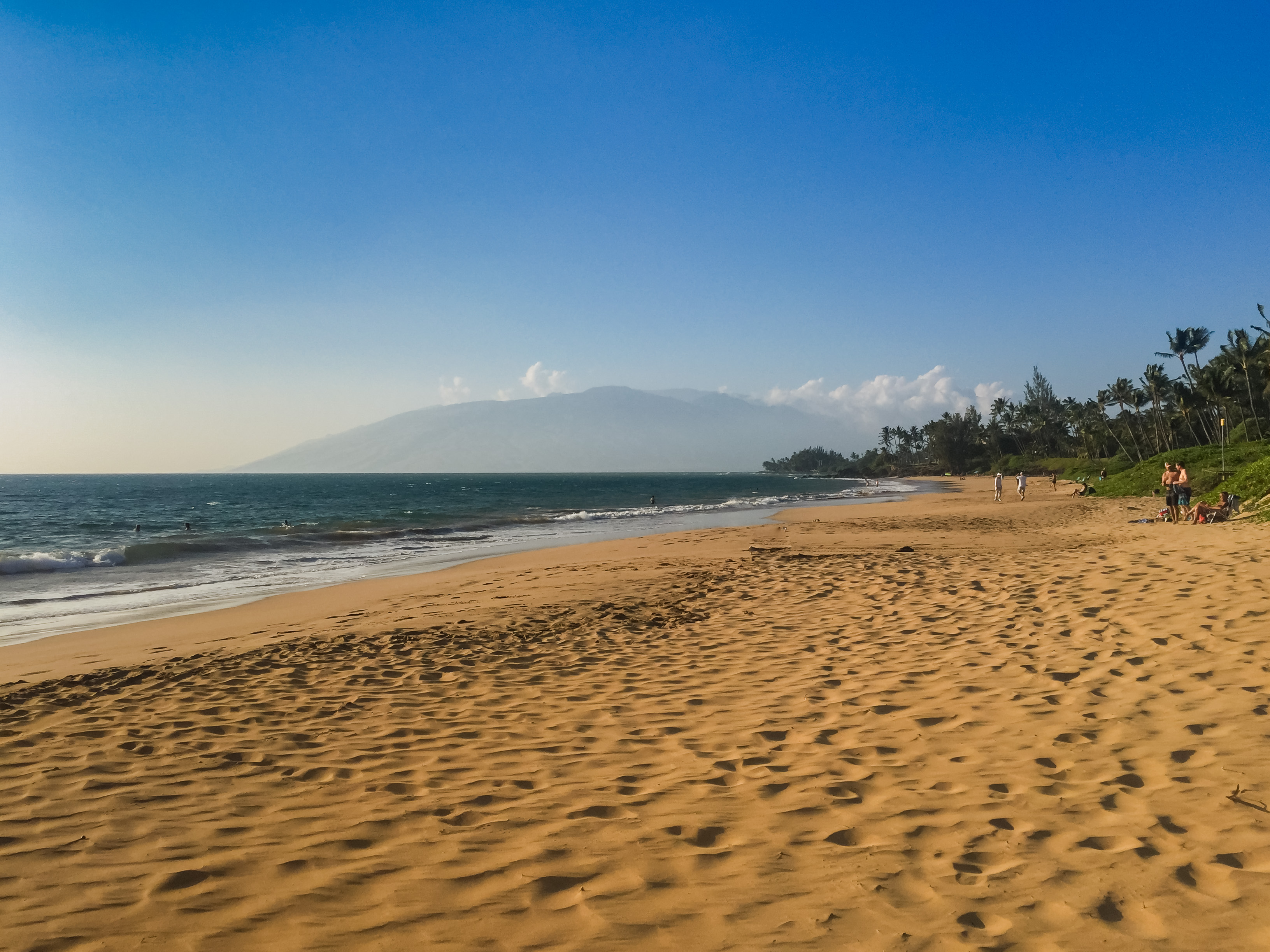
Kamaole Beach Park

## Söhne und Töchter der Stadt
- Tadao Beppu (1919–1993), Politiker
- Leon Glatzer (* 1997), deutscher Surfer